# 横島昇
横島 昇（よこしま のぼる、1953年 ‐ ）は、日本の英文学者、翻訳家、小説家。
フランシス・キングを中心に英文学の評論・翻訳、また脚本や小説など文筆活動を行う。著書に『フランシス・キング 東西文学の一接点』（1995年)、『ガラシャの祈り』（2019年）『薔薇の象徴』（2023年）、訳書に『フランシス・キング作品集 日本の雨傘』（1991年)、『炎の恋人』（2019年）など。

## 来歴・人物
京都府京丹後市出身。京丹後市弥栄町和田野在住。1976年（昭和51年）京都外国語大学英米語学科卒業、1980年（昭和55年）京都外国語大学大学院修士課程修了。
小学生の頃に学校の先生に文才があると褒められたことから作家を志し、宮沢賢治や三島由紀夫の作品の影響を強く受けた。主に翻訳家として活動し、イギリスの小説家フランシス・キングの著作を多数翻訳した。劇作家としては2003年（平成15年）に『ガラシャの祈り』を執筆し、新作オペラ「ガラシャ」として、京都府舞鶴市出身のソプラノ歌手・田中彩子主演で2020年（令和2年）以降複数回上演・ネット配信された。2023年（令和5年）、明治時代の洋画家・原撫松の生涯をテーマに、自身初となる小説『薔薇の肖像』を刊行した。

## 著作
- 『フランシス・キング 東西文学の一接点』（こびあん書房、1995年）[3]
- 『ガラシャの祈り：三浦綾子著『細川ガラシャ夫人』に拠る』（未知谷、2003年）[1] - 戯曲[2]。
- 『薔薇の肖像』（未知谷、2023年）- 小説[4]。

## 訳書
- フランシス・キング『日本の雨傘』（河合出版、1991年）[3][1]
- フランシス・キング『家畜』（みすず書房、2006年）[3][1]
- フランシス・キング『感情教育』（未知谷、2019年）[1]
- フランシス・キング『炎の恋人』（未知谷、2019年）[1]
- 郡虎彦『郡虎彦英文戯曲翻訳全集』（未知谷、2003年）[3]